# Inka-Zwergbuntbarsch
Der Inka-Zwergbuntbarsch (Apistogramma baenschi) ist eine kleine Buntbarschart aus dem nordwestlichen Peru. Das Verbreitungsgebiet liegt in der Region San Martín im unteren Einzugsbereich des Río Huallaga. Ihren wissenschaftlichen Artnamen trägt der Fisch zu Ehren von Hans A. Baensch, der einen Buchverlag für Aquaristiksachbücher gegründet hat und selber Autor entsprechender Bücher war.

## Merkmale
Die bei der Erstbeschreibung untersuchten Männchen hatten Standardlängen von 3,9 bis 5,4 cm, bei den Weibchen lag der Wert zwischen 2,2 und 3,8 cm. Die Kopflänge macht dabei etwa 35 % der Standardlänge aus und die Körperhöhe beträgt etwa 34 % der Standardlänge. Die Fische sind damit im Vergleich zu den meisten anderen Apistogramma-Arten relativ hochrückig und wenig gestreckt. Seitlich sind die Fische deutlich abgeflacht, die Körperbreite beträgt in etwa nur die Hälfte der Körperhöhe. Männchen sind im Durchschnitt ein Drittel größer als die Weibchen und auch in der äußeren Gestalt und der Färbung ist der Geschlechtsdimorphismus deutlich ausgeprägt. Besonders ältere Männchen bekommen eine massige Gestalt. Die Beschuppung besteht überwiegend aus Kammschuppen, lediglich auf den Wangen, vor der Rückenflosse, vor den Bauchflossen und an der Basis der Schwanzflosse treten überwiegend Rundschuppen, durchsetzt mit einzelnen Kammschuppen auf. Der Inka-Zwergbuntbarsch hat im Oberkiefer zwei bis vier, im Unterkiefer zwei bis drei, selten auch vier Zahnreihen. Die Zähne sind schlank und konisch. Ihr oberes Drittel ist nach hinten gekrümmt und rötlich oder schwärzlich gefärbt. Von vorn bis zu den Mundwinkeln nehmen sie in ihrer Größe beständig ab, die hinteren Zähne haben nur noch ein Drittel der Größe der vorderen. Alle Zähne sind in taschenartigen Vertiefungen der Lippen eingebettet. Kiemenrechen sind nur schwach ausgebildet.
- Flossenformel: Dorsale XV–XVII/5–7, Anale III/5–7, Pectorale 10–12, Ventrale I/5, Schwanzflosse 15–17.
- Schuppenformel: mLR 20–22.

Farblich ähnelt der Inka-Zwergbuntbarsch sehr stark dem Panda-Zwergbuntbarsch (Apistogramma nijsseni). Von dieser und allen anderen Apistogramma-Arten unterscheidet sich der Inka-Zwergbuntbarsch durch die Kombination folgender Merkmale: fünf vollständig ausgebildete senkrechte Streifen mit deutlichen, schwarzen Flecken an ihrem dorsalen Ende, ein mittiges schmales Längsband auf den Körperseiten, ein kleiner, in den meisten Fällen runder, seltener ovaler oder quadratischer Fleck auf dem Schwanzstiel, eine abgerundete, bei den Männchen rot gesäumte Schwanzflosse und, ebenfalls bei den Männchen, stark verlängerte Flossenmembranen bei der Rückenflosse besonders im vorderen Abschnitt. Ein dunkler Analfleck ist nur während der Brutpflege deutlich zu sehen. Das Ende des Wangenstreifens ist bei den Weibchen während der Brutpflege stark verbreitert und kann bis auf den Vorkiemendeckel reichen.

## Systematik
Der Inka-Zwergbuntbarsch wurde im Jahr 2004 in einer aquaristischen Fachzeitschrift wissenschaftlich beschrieben, war aber schon vorher unter den Namen Inka-Apistogramma, Apistogramma-„Nijsseni 2“ oder Apistogramma-„Red-Crescent“ bekannt. Innerhalb der Gattung Apistogramma gehört er zum A. cacatuoides-Komplex und dort zum A. nijsseni-Subkomplex.

## Lebensraum
Der Inka-Zwergbuntbarsch kommt in kleinen Urwaldflüssen und Bächen vor und lebt dort in flachen, von Falllaub und Totholz geprägten Abschnitten mit zahlreichen Versteckmöglichkeiten. Das Wasser ist relativ kühl, mineralarm, in den meisten Fällen teebraun gefärbt und hat einen pH-Wert von 4,1 bis 6,3.